# 岩波講座
岩波講座（いわなみこうざ）とは、岩波書店から出版されている叢書のシリーズ。多数の研究者・専門家が書き下ろした専門的な内容の論文を分野別・テーマ別に並べて各巻を構成し、全体で一つの科目をカバーする。一つの学科・テーマについて十数冊ないしは数十冊程度で完結する、規模の大きい専門書のシリーズである。省略する場合は、岩講（いわこう）と呼ばれる。
また、かつて開かれていた市民向けの公開講座「岩波市民講座」および、長野県須坂市で毎年開かれている市民向けの公開講座「信州岩波講座」についてもこの項目で説明する。

## 概要・歴史
岩波書店は、1928年2月5日に最初の岩波講座「現代思潮」を刊行した。多数の執筆者の協力を組織して体系的に問題を整理して分冊・出版するという、いわゆる講座ものの形式はこれによって定式化したという。大学の講座になぞらえて、ある学科・テーマについての体系的知識を与えることを狙いとして、「講座」と名付けられた。「現代思潮」の成功を受けて、岩波書店は次々と講座を出版した（第2次「物理学及び化学」、第3次「生物学」、第4次「地質学及び古生物学、鉱物学及び岩石学、地理学」、第5次「日本文学」、第6次「教育科学」、第7次「哲学」、第8次「数学」、第9次「世界文学」、第10次「日本歴史」etc.）。しかし、アジア・太平洋戦争の戦局が悪化するなかで出版事情も悪化し、1941年に刊行が始まった第15次「機械工学」は全20巻を予定していたものの10巻で中絶を余儀なくされた。なお、戦前の岩波講座は、戦後のものとは異なり各論文が独立した分冊として刊行されているものが多い。また、当時、岩波書店からは「講座もの」として『日本資本主義発達史講座』（全7巻、1932-33年）や『普及講座防災科学』（全6巻、1935年）が刊行されている。
戦後は1952年の「教育」を皮切りに、思想・哲学、歴史学、自然科学、文学を中心として10巻を超える大部のシリーズが次々と刊行が行われた。戦前のシリーズと区別するために「現代物理学」、「現代化学」、「現代思想」のようにタイトルに「現代」を付けるものが多いのも特徴である。1980年代中頃から、哲学・思想、歴史学、産業・技術の分野において10巻以下で個別のテーマを取り扱うことが増え、新たに芸術系のシリーズが刊行された。また、社会科学系のシリーズの刊行が増えるとともに、自然科学系では「現代数学への入門」・「現代数学の基礎」・「現代数学の展開」、「物理の世界」といった新しいタイプの講座が刊行されている。
以上のようなシリーズの拡大によって、岩波講座は、日本の出版界における専門的内容を持つ叢書としては最大の刊行点数を擁し、幅広い分野をカバーしている。なお、例外的に経済学分野のみが、「岩波講座」と銘打たずに『日本資本主義講座』（全11巻、1953-55年）、『西洋経済史講座：封建制から資本制への移行』（全5巻、1960-62年）、『現代経済学』（全10巻、1971-75年）、『現代資本主義分析』（全10巻、1980-84年）、『日本経済史』（全8巻、1988-90年）といった形で叢書を刊行していたが、2017年から『岩波講座日本経済の歴史』全6巻が刊行されている。

## シリーズ一覧
（注）以下の一覧は、日本十進分類法に基づいて、1「哲学・思想」、2「歴史学・地域研究」、3「社会科学」、4「自然科学」、5-6「産業・技術」、7「芸術」、8-9「言語・文学」に分類した。

### 哲学・思想
- 岩波講座世界思潮（全12巻・1928-29年）
- 岩波講座東洋思潮（全18巻・1934-37年）
- 岩波講座哲学（第1次：全18巻・1931-33年　第2次：全18巻・1967-69年　第3次：全16巻・1985-86年「新・岩波講座哲学」　第4次：全15巻・2008-09年）
- 岩波講座倫理学（全15巻・1940-41年）
- 岩波講座現代思想（第1次：全10巻・1956-57年　第2次：全16巻・1993-95年）
- 岩波講座精神の科学（全12巻・1983-84年）
- 岩波講座東洋思想（全16巻・1988-90年）
- 岩波講座転換期における人間（全11巻・1989-90年）
- 岩波講座宗教と科学（全12巻・1992-93年）
- 岩波講座科学／技術と人間（全12巻・1999年）
- 岩波講座宗教（全10巻・2003-04年）
- 岩波講座日本の思想（全8巻・2013-14年）

### 歴史学・地域研究
- 岩波講座日本歴史（第1次：全11巻・1933-35年　第2次：全23巻・1962-64年　第3次：全26巻・1975-77年　第4次：全25巻・1993-97年「岩波講座日本通史」　第5次：全22巻・2013-15年）
  - 岩波講座のなかで同じ企画趣旨のものとしては最高の、5次にわたる刊行を行っている。
- 岩波講座世界歴史（第1次：全31巻・1969-71年　第2次：全29巻・1997-2000年　第3次：全24巻・2021-23年）
  - 岩波講座のなかで一つの企画としては最大の、31巻の刊行を行っている（第1次シリーズ。第2次シリーズも第2位）。
- 岩波講座日本考古学（全9巻・1985-86年）
- 岩波講座現代中国（全8巻・1989-90年）
- 岩波講座近代日本と植民地（全8巻・1992-93年）
- 岩波講座東南アジア史（全10巻・2001-03年）
- 岩波講座近代日本の文化史（全11巻・2002年）
- 岩波講座天皇と王権を考える（全10巻・2002-03年）
- 岩波講座アジア・太平洋戦争（全8巻・2005-06年＋戦後篇・2015年）
- 岩波講座「帝国」日本の学知（全8巻・2006年）
- 岩波講座東アジア近現代通史（全11巻・2010-11年）

### 社会科学
- 岩波講座教育科学（全20巻・1931-33年）
- 岩波講座教育（全8巻・1952年）
- 岩波講座現代教育学（全18巻・1960-61年）
- 岩波講座現代（第1次：全16巻・1963-64年　第2次：全9巻・2015-16年）
- 岩波講座現代法（全15巻・1965-66年）
- 岩波講座現代都市政策（全12巻・1972-73年）
- 岩波講座子どもの発達と教育（全8巻・1979-80年）
- 岩波講座基本法学（全8巻・1983-84年）
- 岩波講座教育の方法（全11巻・1987-88年）
- 岩波講座社会科学の方法（全12巻・1993-94年）
- 岩波講座現代社会学（全27巻・1995-97年）
- 岩波講座文化人類学（全13巻・1996-98年）
- 岩波講座現代の法（全15巻・1997-98年）
- 岩波講座開発と文化（全7巻・1997-98年）
- 岩波講座現代の教育：危機と改革（全13巻・1998年）
- 岩波講座自治体の構想（全5巻・2002年）
- 岩波講座環境経済・政策学（全8巻・2002-03年）
- 岩波講座都市の再生を考える（全8巻・2004-05年）
- 岩波講座憲法（全6巻・2007年）
- 岩波講座政治哲学（全6巻・2014年）
- 岩波講座コミュニケーションの認知科学（全5巻・2014年）
- 岩波講座現代法の動態（全6巻・2014-15年）
- 岩波講座教育：変革への展望（全7巻・2016-17年）
- 岩波講座日本経済の歴史（全6巻・2017-18年）

### 自然科学
- 岩波講座物理学及び化学（全24巻・1929-31年）
- 岩波講座生物学（全25巻・1930-34年）
- 岩波講座地質学及び古生物学、鉱物学及び岩石学、地理学（全17巻・1931-34年）
- 岩波講座数学（全30巻・1932-35年）
- 岩波講座現代物理学（全14巻・1954-59年）
- 岩波講座現代化学（第1次：全7巻・1956年　第2次：全17巻・1979-81年）
- 岩波講座現代応用数学（全15巻・1957-58年）
  - のちに好評を得た分冊から単行本が出される。
- 岩波講座現代の生物学（全10巻・1965-67年）
- 岩波講座現代物理学の基礎（全11巻・1972年）
- 岩波講座現代生物科学（全17巻・1974-76年）
- 岩波講座基礎数学（全24巻80分冊・1976-81年）
  - 重版に伴うシリーズ構成の変更あり。のちに好評を得た分冊から単行本あるいは岩波基礎数学選書として再版された。現在は岩波オンデマンドブックスとして全38巻で刊行中。
- 岩波講座地球科学（全16巻・1978-79年）
- 岩波講座分子生物科学（全12巻・1989-91年）
- 岩波講座現代の物理学（全20巻・1992-94年）
- 岩波講座応用数学（全15巻44分冊・1993-95年）
  - 重版に伴うシリーズ構成の変更あり。のちに好評を得た分冊から単行本が出される。
- 岩波講座認知科学（全9巻・1994-95年）
- 岩波講座現代数学への入門（全10巻20分冊・1995-96年）
- 岩波講座地球惑星科学（全14巻・1996-97年）
- 岩波講座現代数学の基礎（全17巻34分冊・1996-99年）
- 岩波講座地球環境学（全10巻・1998-99年）
- 岩波講座現代数学の展開（全12巻23分冊・1998-2008年）
- 岩波講座現代医学の基礎（全15巻・1998-2000年）
- 岩波講座現代化学への入門（全18巻・2000-08年）
- 岩波講座物理の世界（全85分冊予定・2001年-未完結）
- 岩波講座計算科学（全7巻・2012年）

### 産業・技術
- 岩波講座機械工学（全20巻予定・10巻分刊行で途絶、1941-42年）
- 岩波講座基礎工学（全20巻・1967-71年）
- 岩波講座情報科学（全24巻・1981-83年）
- 岩波講座マイクロエレクトロニクス（全11巻・1984-85年）
- 岩波講座ソフトウェア科学（全17巻・1988-94年）
- 岩波講座マルチメディア情報学（全12巻・1999-2001年）
- 岩波講座現代工学の基礎（全16巻32分冊・2000-03年）
- 岩波講座インターネット（全6巻・2001-03年）
- 岩波講座ロボット学（全7巻・2004-05年）

### 芸術
- 岩波講座能・狂言（全8巻・1987-92年）
- 岩波講座日本の音楽・アジアの音楽（全9巻・1988-89年）
- 岩波講座歌舞伎・文楽（全10巻・1997-98年）

### 言語・文学
- 岩波講座日本文学（全20巻・1931-33年）
- 岩波講座世界文学（全15巻・1932-34年）
- 岩波講座文学（第1次：全8巻・1953-54年　第2次：全12巻・1975-76年　第3次：全14巻・2002-04年）
- 岩波講座日本文学史（第1次：全12巻・1958-59年　第2次：全18巻・1995-97年）
- 岩波講座日本語（全13巻・1976-78年）
- 岩波講座日本文学と仏教（全10巻・1993-95年）
- 岩波講座言語の科学（全11巻・1997-99年）

## 岩波市民講座
岩波市民講座は、1964年から1979年まで開かれていた、岩波書店主催の市民向けの公開講座の名称。元々は、1957年に岩波文庫創刊30年、岩波新書創刊20年を記念して「岩波の文化講演会」として始められ、全国百数十ヶ所で時に参加者1000人を超える大規模な講演会が行なっていた（～1990年代）。これに対し、岩波市民講座は数回にわたる小規模・小人数の講義形式とし、できる限り体系的な学問・研究の知識を聴講者が得られるようにした。第1回目は大内兵衛による「世界経済の天気図―南風競わず―」（6月4日）。会場はこの年に開業した東京新宿の紀伊國屋ホールで、毎週木曜日午後1時半から。1968年4月からは、神田神保町の岩波ホールで午後2時から。この他、1965年から1966年にかけて、仙台市・広島市・名古屋市・静岡市・福岡市・金沢市でも開催した。1979年からはより高度な内容の「岩波市民セミナー」に移行している。
講座の内容は、雑誌『図書』に掲載されることもあり、なかには大塚久雄『社会科学の方法――ウェーバーとマルクス』（1966年）のように岩波新書として出版されたものもある。

## 信州岩波講座

### 概要
信州岩波講座は、1999年から長野県須坂市で毎年夏に開かれている市民向けの公開講座の名称。
岩波書店元社長の安江良介の構想に基づいて企画され、須坂市・岩波書店・信濃毎日新聞社の三者の枠組みを基礎に市民団体が中心となり、「市民的知性」を育み「市民文化」を創造することを目的として行われている。実行委員会の構成団体は、須坂市、須坂市教育委員会、須坂市文化振興事業団、岩波書店、信濃毎日新聞社、信毎文化事業財団、NPO法人ふおらむ集団999である。事務局は須坂市文化会館内に置かれている。毎年の講座は秋に開くフォーラム集会に、翌年の講座で取り上げる内容について提案を持ち寄り、テーマや招聘する講師を選定する。実行委員会の設立総会は1999年4月3日に行われた。
なお、2004年から2008年まで企画監修として井出孫六の名前がクレジットされている。

### 開催一覧および基本テーマ
- 1999年：第1回「いま、何が人間社会に問われているのか」
- 2000年：第2回「歴史に学ぶ――新しい世紀の出発にあたって」
- 2001年：第3回「子どもとどう向き合うか――変化する家族」
- 2002年：第4回「学びへのたびだち」
- 2003年：第5回「日本のこころ世界のかたち」
- 2004年：第6回「緑と水と人間と――環境の時代を生きる」
- 2005年：第7回「地域の再生とこの国のゆくえ」
- 2006年：第8回「情報社会をどう生きるか。」
- 2007年：第9回「幸せってなんだろう――科学技術と宗教の視座から」
- 2008年：第10回「「ふるさと」からアジア太平洋の時代を観る」
- 2009年：第11回「日本の「自立」――暮らしのベースを再構築するために」
- 2010年：第12回「「閉塞」社会から「希望」社会へ――変革の時代を生きる」
- 2011年：第13回「変革の長い道のり――新たな絆を求めて」
- 2012年：第14回「新しいはじまり――3.11後をどう生きる」
- 2013年：第15回「岐路に立つ日本――決めるのは私たちです」
- 2014年：第16回「未来へ人間らしく――希望の社会・そのつくり方」
- 2015年：第17回「「戦後70年」からの出発」
- 2016年：第18回「私が考え選ぶ明日」
- 2017年：第19回「変わる世界――私たちはどう生きるか」
- 2018年：第20回「今、くにのかたちは――歴史と向き合う」
- 2019年：第21回「あすへ繋ぐ学び」
- 2020年：第22回（中止）
- 2021年：第23回「あすへ繋ぐ学び」
- 2022年：第24回「あすへ繋ぐ学び」
- 2023年：第25回「あすへ繋ぐ学び」
- 2024年：第26回「あすへ繋ぐ学び」
- 2025年：第27回「戦後80年 いま語るべきこと」